# James O'Connor
James D. O'Connor (Gold Coast, 5 luglio 1990) è un rugbista a 15 australiano, utility back dei Crusaders in Super Rugby; può ricoprire i ruoli di centro e di estremo.

## Biografia
Nato a Gold Coast, nel Queensland, O'Connor compì gli studi elementari ad Auckland, in Nuova Zelanda, Paese di nascita dei suoi genitori; tornato in Australia all'età di 11 anni compì gli studi superiori a Brisbane.
Provenendo i suoi nonni dal Sudafrica, ed essendo i suoi genitori neozelandesi, O'Connor aveva la possibilità di scegliere di affiliarsi, in alternativa a quella australiana, per una a scelta delle federazioni dei due citati Paesi, ma fin dal 2006 optò per quella del suo Paese di nascita venendo schierato per gli Australian Schoolboys, nonostante una lesione alla milza che rischiò di pregiudicarne la carriera già a 16 anni.
Esordì da professionista a 17 anni nelle file del Western Force di Perth nel corso del Super 14 2008, divenendo così il più giovane giocatore debuttante del torneo; alla fine della stagione la squadra gli rinnovò il contratto per un'altra stagione con un'opzione per il 2010.
A novembre 2008, a 18 anni e quattro mesi, esordì anche negli Wallabies a Padova contro l'Italia, e singolarmente furono di nuovo contro l'Italia le sue due successive partite internazionali, nel giugno 2009 a Canberra, dove marcò le sue prime mete per l'Australia, tre, e a Melbourne.
Titolare fisso in Nazionale da allora, prese parte ai Tri Nations 2009, 2010 e a quello, vittorioso, del 2011; prima di tale torneo era stata già resa nota la fine del contratto con il Western Force e l'ingaggio nella franchise dei Melbourne Rebels.
Prese inoltre parte alla Coppa del Mondo di rugby 2011 in Nuova Zelanda, dove gli Wallabies giunsero terzi.
Nel 2012, a causa di un nuovo infortunio, questa volta al fegato, occorsogli ad aprile durante un incontro di Super Rugby contro gli Waratahs, è stato costretto a saltare tutti gli incontri di metà anno della Nazionale e anche il Championship (nuovo nome del Tri Nations).
O'Connor vanta anche un invito nei Barbarians in occasione dell'incontro di fine tour 2010 contro il Sudafrica a Twickenham.

## Palmarès
- Super Rugby: 1
Reds: AU 2021